# U-666
U-666 – niemiecki okręt podwodny (U-Boot) typu VII C z okresu II wojny światowej. Okręt wszedł do służby w 1942 roku. Kolejni dowódcy: Kptlt. Herbert Engel, Oblt. Ernst Wilberg.

## Historia
Wcielony do 5. Flotylli U-Bootów celem szkolenia załogi, od marca 1943 roku w 6. Flotylli jako jednostka bojowa.
U-666 odbył cztery patrole bojowe. Podczas pierwszego z nich, 19 marca 1943 roku uszkodził marudera z konwoju SC-122 – grecki parowiec SS „Carras” (5234 BRT) (opuszczony statek został później dobity przez U-333). Krótko po storpedowaniu statku U-Boot został zaatakowany za pomocą bomb głębinowych przez samolot B-17; odniesione uszkodzenia spowodowały konieczność przerwania patrolu i powrót do bazy we Francji. 9 maja 1943 roku okręt był atakowany dwukrotnie przez samoloty RAF: bombowiec Handley Page Halifax został zestrzelony, zaś Armstrong Whitworth Whitley uszkodzony.
Podczas trzeciego rejsu bojowego, 23 września 1943 roku U-666 za pomocą torpedy akustycznej zatopił fregatę typu River HMS „Itchen” (1370 t) z osłony konwoju ON-202. Brytyjski okręt eksplodował po trafieniu, śmierć poniosła prawie cała jego załoga, a także uratowani wcześniej rozbitkowie z niszczyciela HMCS „St. Croix” (zatopionego przez U-305) i korwety HMS „Polyanthus” (U-952). SS „Wisła” podjął z wody jedynie dwóch marynarzy z HMS „Itchen” i jednego z HMCS „St. Croix”.
U-666 został zatopiony 10 lutego 1944 roku na zachód od Irlandii bombami głębinowymi samolotu Fairey Swordfish z lotniskowca eskortowego HMS „Fencer”. Zginęła cała 51-osobowa załoga.